# Adriaen van der Cabel
Adriaen van der Cabel (Rijswijk, 1630 o 1631 – Lione, 16 giugno 1705) è stato un pittore, incisore e disegnatore olandese.

## Biografia

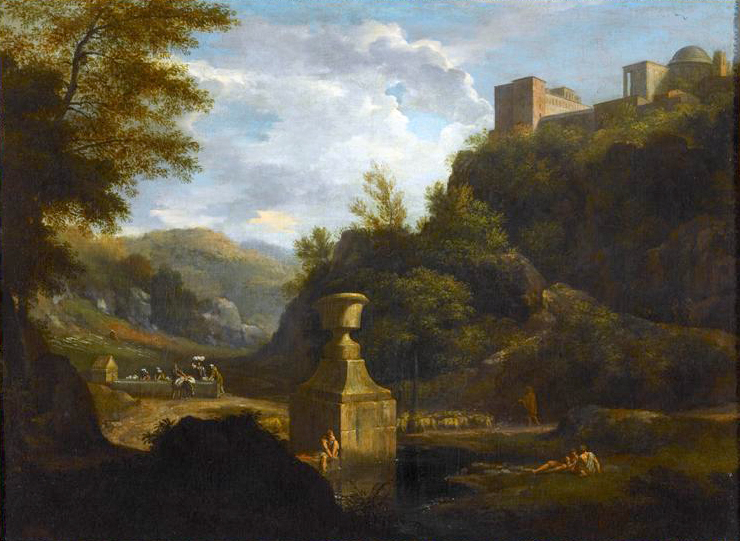
La strada per Riccio vicino ad Albano

Fu allievo di Jan van Goyen, la cui influenza si riscontra nelle sue prime opere, come Paesaggio con dune e contadini vicino ad una piccola casa. Con questo maestro ottenne rapidi progressi, tanto che, intorno al 1655, ormai in grado di pagarsi il viaggio con il suo lavoro, partì per Roma, facendo tappa a Parigi e Lione.
A Roma nel 1664 incontrò Willem Schellinks ed entrò a far parte della Schildersbent con il soprannome di Corydon o Geestigkeit. Qui ebbe modo di conoscere le opere di Claude Lorrain, Pier Francesco Mola e Salvator Rosa, che lo influenzarono in modo particolare e le opere di Giovanni Benedetto Castiglione, dalle quali prese spunto soprattutto per il disegno degli animali.
Dipinse generalmente paesaggi pastorali, con greggi e pastori, ma anche vedute di luoghi siciliani, il che fa presumere un suo soggiorno nell'isola.
A partire dal 7 dicembre 1688 fino alla sua morte, visse a Lione. Dal 1672 al 1674, lavorò per lui il pittore paesaggista olandese di origine tedesca Johannes Glauber.
Oltre ai paesaggi dipinse anche marine, parecchie nature morte, figure da modelli e ritratti.
Eseguì circa 60 o 70 incisioni da suoi disegni rappresentanti paesaggi classici o vedute di porti, che denotano buona esperienza.
Fu noto per le sue abitudini di vita irregolari e dissolute, a causa delle quali le sue opere non sono tutte della medesima qualità.
Originariamente il nome di quest'artista fu van der Toow, che Jan van Goyen od egli stesso cambiò poi in Cabel.
Tra i suoi allievi va ricordato Adrien Manglard.

## Opere

### Dipinti
- Paesaggio con fiume olandese e bastione, olio su tela, 97,5 x 133,5 cm, firmato, 1648[6]
- Il porto di Genova, olio su tela, 95,5 x 147,5 cm, c. 1660, National Maritime Museum, Greenwich[7]
- Autoritratto con cappello, matita nera, 18,8 × 16,9 cm, 1664, Albertina, Vienna[8]
- Porto mediterraneo animato da venditori turchi, olio su tela, 101 x 143,5 cm, firmato, 1682[9]
- Esteso paesaggio con una coppia di contadini e un carretto con cavallo su un sentiero, olio su pannello, 22,5 x 36 cm, firmato[10]
- Paesaggio con dune e contadini vicino ad una piccola casa, San Pietroburgo
- Jean Estival, Lione
- La strada per Riccio vicino ad Albano, Musée des beaux-arts, Nantes[11]

### Incisioni
- Serie di sei paesaggi con figure ed edifici[3]
- Serie di trenta paesaggi e marine[3]
- Serie di quattro paesaggi montuosi con figure, con inciso A.vander Cabel fecit. N.Robert exc.[3]
- Due paesaggi con figure, grandi tavole[3]
- Grande paesaggio verticale con San Bruno, figura incisa a singoli tratti, raro[3]
- Incisione compagna della precedente con San Girolamo, rara[3]